# Pink blue
『pink blue』（ピンク ブルー）は、日本のポップ・ロック・バンドである緑黄色社会の4枚目のフルアルバム。2023年5月17日にEpic Records Japanから発売された。前作『Actor』以来約1年4か月ぶりのフルアルバムで、前年にシングルとして発売された「陽はまた昇るから」と「ミチヲユケ」、TOHO animation ミュージックフィルムズ『秘密のはなの庭』のタイアップソングとして書き下ろされた「White Rabbit」を含む全12曲を収録。なお、前作以降に発売されたシングル曲のうち「ブレス」は未収録となった。
Billboard Japan Hot Albumsでは最高位7位、オリコン週間アルバムランキングでは最高位8位を記録した。

## 背景・リリース
2022年7月4日に結成10周年を迎え、9月16日・17日に初の日本武道館でのワンマンライブを開催。2023年のインタビューで、小林は武道館公演で1度10周年に区切りをつけた気がしたとし、ここからの緑黄色社会はこのままじゃいけない、みたいな気持ちが強かったと語っている。
2023年1月21日、YouTubeで行なった配信ライブ『奏でた音の行方 vol.8』で、5月にアルバム『pink blue』を発売することを発表。本作についてメンバーは明らかに前作アルバム（『Actor』）とはテイストが異なる、緑黄色社会の切れ味、持ち味がふんだんに出てきているとコメントした。
3月21日に発売日が「5月17日」であることが発表され、4月19日に収録内容とジャケットビジュアルが公開された。通常盤（CDのみ）、初回生産限定盤（CD+Blu-ray、CD+DVD）、完全生産限定盤（CD+アルバム限定デザインのTシャツ）の全3形態で、初回生産限定盤に付属のDVD/Blu-rayにはライブ映像作品『緑黄色社会 × 日本武道館“20122022”』に収録されなかった3曲のライブ映像と『MTV Unplugged presents Ryokuoushoku Shakai』（4月1日放送）でのライブ映像を収録。
2023年5月12日に本作から「うそつき」の先行配信が開始された。

## 制作
小林は今まで作り上げてきたものは素晴らしいものだけど、これを続けるのは緑黄色社会らしくないという気持ちがあったとし、本作には「今まで怖がって出さなかった」ような曲をたくさん入れたいと思っていたと語っている。2023年に入った時点では収録曲も決まってなかったし、歌詞が見えない曲もあったとのことで、長屋は「今まででいちばん探り探りなアルバムではあった」と説明している。
アルバムタイトル『pink blue』は、「『ピンクブルー』を1曲目に入れたい」ということから動き出したことに加え、言葉的にもキャッチーだし、ジャケットとか、いろいろ膨らんでいきそうな気配があったことから、全員一致で決められた。
本作では穴見が一部の楽曲で編曲に携わっていて、穴見は自分の中にあふれてくるアイデアがあるのなら出したいなと思ってと語っている。また、穴見はこのほかに「Starry Drama」と「うそつき」の2曲でアコースティック・ギターを弾いている。
また、本作の制作中には後にシングルとして発売された「花になって」のレコーディングも行なわれた。

## 評価
ライターの渡部あきこは、ポップでありつつどこかアンニュイで、一筋縄ではいかない複雑さを感じさせる楽曲が目白押し。メンバーそれぞれの持つ個性と音楽的なテクニックがぴったりと噛み合う演奏スタイルからも、バンドとして円熟期にあることがうかがえると評した。
ライターの杉浦美恵は、『ROCKIN'ON JAPAN』（2023年6月号）でそれぞれがバラバラなテイストでありながら、長屋の歌声がそのすべての個性を統べる。結果、素晴らしく完成度の高いモンスターポップアルバムが誕生した楽曲ごとに異なる制作方法をとれる緑黄色社会だからこその魅力に溢れた必聴盤と評した。
『bounce』（2023年6月号）で本作のレビューを手がけた長澤香奈はこれまでの流れと新たな要素を取り込みながら、J-Popの王道を突き進んでいく前向きな姿勢と、聴く人を勇気づける彼ららしさが合わさった、新時代を切り開く意欲作と評した。

## ライブツアー
2023年5月20日から7月16日にかけて本作を引っさげた全国ホールツアー『pink blue tour 2023』が開催された。17都市20公演で行われた同ツアーでは、4万2000人を動員した。
従来の公演は2時間半ほどの長さであったが、本ツアーではアンコールも含めて2時間を切っている。これについて小林は単に短くするんじゃなくて、お客さんが楽しめるレベルの時間で、いかに満足してもらえるか、納得させられるかをテーマにしてたんですよと語り、長屋は長すぎるとどうしても集中が途切れてしまうし、「足痛いな」「ライブのあと、何食べようかな」みたいなことを考えちゃうじゃないですか（笑）。ライブの時間はちゃんと音楽に集中してほしいからこそ、なるべく無駄を削ぎ落したいなってと語っている。本ツアーでは初めて「引き算を意識した」楽曲のアレンジが施されたほか、公演ごとにセットリストが変更され、日替わりの曲が5〜6曲ほど用意され、途中から新曲も追加された。
本ツアーの6月15日の東京国際フォーラム ホールA公演の模様が、9月6日に発売された7枚目のシングル『サマータイムシンデレラ』の初回生産限定盤に付属のBlu-rayに収録された。

## 収録曲
| #         | タイトル               | 作詞              | 作曲              | 編曲                   | 時間  |
| --------- | ---------------------- | ----------------- | ----------------- | ---------------------- | ----- |
| 1.        | 「ピンクブルー」       | 長屋晴子          | 長屋晴子          | 川口圭太 穴見真吾      | 3:56  |
| 2.        | 「Starry Drama」       | 小林壱誓          | peppe             | Naoki Itai 穴見真吾    | 4:06  |
| 3.        | 「ジブンセイフク」     | 小林壱誓          | 小林壱誓          | 横山裕章 緑黄色社会    | 4:25  |
| 4.        | 「あうん」             | 小林壱誓 長屋晴子 | 緑黄色社会        | 川口圭太 緑黄色社会    | 3:41  |
| 5.        | 「ミチヲユケ」         | 長屋晴子          | 小林壱誓 穴見真吾 | 川口圭太 緑黄色社会    | 3:35  |
| 6.        | 「うそつき」           | 長屋晴子          | 長屋晴子          | Naoki Itai             | 4:58  |
| 7.        | 「陽はまた昇るから」   | 小林壱誓          | 穴見真吾          | 川口圭太 緑黄色社会    | 4:24  |
| 8.        | 「湿気っている」       | 小林壱誓          | 緑黄色社会        | Tomi Yo 穴見真吾       | 4:58  |
| 9.        | 「Don!!」              | 小林壱誓          | 小林壱誓 穴見真吾 | 穴見真吾 soundbreakers | 3:48  |
| 10.       | 「White Rabbit」       | 小林壱誓          | 穴見真吾          | LASTorder 穴見真吾     | 4:36  |
| 11.       | 「さもなくば誰がやる」 | 長屋晴子          | 長屋晴子          | 川口圭太               | 3:53  |
| 12.       | 「Slow dance」         | 小林壱誓 長屋晴子 | peppe 穴見真吾    | 横山裕章 穴見真吾      | 2:45  |
| 合計時間: | 合計時間:              | 合計時間:         | 合計時間:         | 合計時間:              | 49:05 |

| #   | タイトル                                                                       | 作詞 | 作曲・編曲 |
| --- | ------------------------------------------------------------------------------ | ---- | ---------- |
| 1.  | 「キャラクター」(MTV Unplugged presents Ryokuoushoku Shakai)                   |      |            |
| 2.  | 「ミチヲユケ」(MTV Unplugged presents Ryokuoushoku Shakai)                     |      |            |
| 3.  | 「アラモードにワルツ」(MTV Unplugged presents Ryokuoushoku Shakai)             |      |            |
| 4.  | 「幸せ」(MTV Unplugged presents Ryokuoushoku Shakai)                           |      |            |
| 5.  | 「サボテン」(MTV Unplugged presents Ryokuoushoku Shakai)                       |      |            |
| 6.  | 「Shout Baby」(MTV Unplugged presents Ryokuoushoku Shakai)                     |      |            |
| 7.  | 「LADYBUG」(MTV Unplugged presents Ryokuoushoku Shakai)                        |      |            |
| 8.  | 「regret」(MTV Unplugged presents Ryokuoushoku Shakai)                         |      |            |
| 9.  | 「またね」(MTV Unplugged presents Ryokuoushoku Shakai)                         |      |            |
| 10. | 「始まりの歌」(MTV Unplugged presents Ryokuoushoku Shakai)                     |      |            |
| 11. | 「ありあまる富」(MTV Unplugged presents Ryokuoushoku Shakai)                   |      |            |
| 12. | 「想い人」(MTV Unplugged presents Ryokuoushoku Shakai)                         |      |            |
| 13. | 「Mela!」(MTV Unplugged presents Ryokuoushoku Shakai)                          |      |            |
| 14. | 「sabotage」(MTV Unplugged presents Ryokuoushoku Shakai)                       |      |            |
| 15. | 「これからのこと、それからのこと」(MTV Unplugged presents Ryokuoushoku Shakai) |      |            |
| 16. | 「LITMUS」(緑黄色社会 × 日本武道館“20122022” (day1_2022.09.16))                |      |            |
| 17. | 「真夜中ドライブ」(緑黄色社会 × 日本武道館“20122022” (day1_2022.09.16))        |      |            |
| 18. | 「LADYBUG」(緑黄色社会 × 日本武道館“20122022” (day1_2022.09.16))               |      |            |

## 曲の解説

### ピンクブルー
「ピンクブルー」は、アルバムの表題曲。楽曲タイトルとしてはブルーだと大げさに悲しく聴こえちゃうから、ちょっとピンクを混ぜて緩和させようという意味合いが込められ、それぞれを英語にして間にスペースを入れるとピンクとブルーが両立してるイメージになっちゃうということからカタカナ表記となった。
2020年3月の上京時点でデモ音源が存在していて、楽曲について長屋は何かをイメージしてというよりは、自分らしく書いた曲です日常にありふれたテーマで書けたなあとは思いますと語っている。アルバムへの収録は穴見の提案だが、穴見によれば小林は提案時点でアルバムの顔にするには足りないと言っていたという。その後、サビを変えるというより、この形のまま届けたい気持ちになったことから、穴見曰（）くダンスのアレンジで、もっとわかりやすい曲に持っていきつつ、哀愁は残すことを目指すこととなった。穴見は今のインディーポップとかにもあるような、揺れる感じが表現できたと思いますと語っている。ドラムのリバーブはリアルタイムでかけられたもので、ベースは意図的にシンセベースを思わせる音色に仕上げられた。
小林は長屋が書いた歌詞のいたずら心みたいなものが好きだとし、そういうつもりで書いてないと思うけど、緑黄色社会ってバンドが《ニュースキャスターが噛んじゃってどんまい》って言うって、めちゃくちゃ皮肉じゃないですか（笑）と語っている。
5月20日に田向潤が手がけたミュージック・ビデオが公開された。ミュージック・ビデオはピンクとブルーで構成された空間を舞台に、楽曲中で描かれた複雑な心境を表現したもの。
6月16日放送のテレビ朝日系『ミュージックステーション』でテレビ初披露となり、6月28日放送のテレビ東京系『テレ東音楽祭2023夏』でも披露された。

### Starry Drama
「Starry Drama」は、東京シティ競馬「TCK2023光よ、駆けろ。東京スプリント」篇 2023年度CMイメージソングとして書き下ろされた楽曲。原曲は「真夜中ドライブ」や「スクリーンと横顔」と同時期に作られ、穴見がアレンジしたデモ音源も存在していた。タイアップ用に楽曲制作を行なう中で「Starry Drama」を提出することになり、「競馬」というテーマに沿ってアレンジが加えられた。また、今までのリョクシャカの疾走感とはちょっと違う、柔らかい感じというか、ちょっと大人になった速いロックにしたいということからストリングスが加えられたほか、サビのメロディに合わせて鉄琴の音が加えられた。
2サビ後の間奏は、peppeが自身の中にある馬のイメージを表現したもので、ほぼ一発で弾いたフレーズとなっている。

### ジブンセイフク
「ジブンセイフク」は、YKK「それは、はじまりの音 放課後」篇CMソングとして書き下ろされたミディアムナンバー。楽曲についてメンバーは同じことで悩む日々を繰り返すと、何者かに操られているような気持ちになる。でももしかすると、単に自分を操れていないだけかもしれないな、という問いかけの歌ですと説明している。
楽曲のタイトルは最後に付けられたもので、小林はコロナ禍でいちばん言いたいことはそういうことだなと思って、でも漢字表記だと硬いし。単純な理由ではあるんですけどと説明している。OTOTOYのインタビューで、歌詞のインスピレーションについて聞かれた小林はこれはもう本当に言葉と同時にメロディーが出てきたパターンで。なんか常にこういうことばっか考えてますと語っている。長屋は楽曲から少年心のようなものを感じたとし、そういった空気感をなるべく表現できたらなあと。自分らしさと新しさみたいなものを織り交ぜながら歌ったというか、温度差は結構気をつけながら。そうしたことで曲の持つ神聖さや繊細な部分も歌には出せたと思いますと語っている。

### あうん
「あうん」は、メンバー全員で作った楽曲で、アルバムに収録された新曲の中で最初に取り上げられた。小林の男女で唄える歌にしたいという案から全員で作ろうという話になり、穴見とpeppeの2人によってオケが作られた。ある程度オケが作られた段階で、スタジオに入って長屋と小林がマイクを前に適当に歌うという手法が取られ、サビのメロディが固められた。
歌詞は当初せっかく男女がいるし恋愛ソングにしようということになり、2人でメロディを付けながら書いたもののしっくりこないことから1度お蔵入りになり、2月中旬に一部長屋が手助けをするかたちで小林によってメロディと歌詞を書き換えられた。
曲中でpeppeはグランドピアノを演奏していて、peppeが演奏している最中にアレンジャーの川口がピアノの弦を手で押してミュートしていた。

### ミチヲユケ
「ミチヲユケ」は、2022年11月9日に6枚目のシングルとして発売された楽曲。

### うそつき
「うそつき」は、2023年5月12日に先行配信された楽曲。

### 陽はまた昇るから
「陽はまた昇るから」は、2022年4月20日に5枚目のシングルとして発売された楽曲。

### 湿気っている
「湿気っている」は、メンバー全員で作った楽曲。穴見によればよく議論された楽曲で、2022年に車の中でメンバー全員で過去に作ったデモを聴いた際に、全員が一番良いと思ったのがこの曲だったという。楽曲は8年前から存在していて、当時のタイトルは「湿っていく」。小林がAメロの言葉だけを書き、それに穴見がメロディを付けたのが始まりとなっている。歌詞は別離の苦しみを「湿気」にたとえて書かれている。

### Don!!
「Don!!」は、2022年11月9日に6枚目のシングル『ミチヲユケ』のカップリング曲として発売された楽曲。

### White Rabbit
「White Rabbit」は、2022年3月21日に配信限定シングルとして発売された楽曲。

### さもなくば誰がやる
「さもなくば誰がやる」は、東宝配給映画『緊急取調室 THE FINAL』主題歌として書き下ろされた楽曲。長屋によれば最初の「常識外れが変えてくんだ」というフレーズからすべてが生まれたとのことで、当初のタイトルは「eccentric」。タイトルを「さもなくば誰がやる」にしたことについて、長屋は少し照れがあったとする一方で、意思を提示することで、この曲の強さが増す気もしてきて。いろんな挑戦をしてきて、それが正解かどうかわかんなかったけど。嘘でもつき続ければ真（）になるみたいなと語っている。

### Slow dance
「Slow dance」は、メンバー全員で作った楽曲。長屋はアルバムに全員で作った曲が欲しいということから、「Mela!」や「キャラクター」の立ち位置の曲として作ったと説明している。「（The Weekendの"Blinding Lights"から始まった）2020年以降のニュー・ウェイヴの感じ」にするというテーマのもと、peppeと穴見の2人でメロディが作られた。Aメロのメロディは、デモの段階ではイントロとして存在していた。メロディが出来た段階で長屋は良い曲だと思ったと同時に、洋楽テイストを感じたうえに男性ボーカルが歌っている画が浮かび「できないかも」と思ったとのことで、仮歌を入れる際に長屋が歌いやすいようにメロディが一部変更された。
長屋と小林は、曲を最初に聴いた際に悲壮感、後悔とか、そういうものが漂ってきたとのことで、「（これまで全員で作った楽曲では明るいメッセージを歌ってきたことから）そういう題材にしていいんじゃないか」という話をしたという。長屋と小林はそれぞれ一昨年に祖父母を亡くし、死に目に立ち会えなかったり、後悔のようなものがあったとのことで、長屋はでも、ずっとそれに苦しみ続けたいわけじゃなかったので、祖父、祖母に届けられたらいいんじゃないかっていう話をしました。そこからは早かったですねと回想している。小林は「悲壮感みたいな方に寄りたい」と言いつつ、悲しい内容にはしたくなかったとのことで、今はもう祖父、祖母が亡くなってから時間も経ってるし、この冷静な気持ちを言葉に出来たらいいよねってと語っている。
曲中のシンセサイザーの音色はカットオフで変化させている。

## クレジット
※出典（特記を除く）
緑黄色社会
- 長屋晴子 – Vocal
- 小林壱誓 – Guitar, Chorus
- peppe – Keyboards, Chorus
- 穴見真吾 – Bass, Chorus, A.Guitar（M2, M6）

追加ミュージシャン
- 川口圭太 – Programming（M1, M4, M5, M7, M11）
- Naoki Itai – Programming（M2, M6）
- 横山裕章（agehasprings） – Programming（M3, M12）
- Tomi Yo – Programming（M8）
- soundbreakers – Programming（M9）
- LASTorder – Programming（M10）
- 西村奈央 – Additional Arrange（M6）
- 城戸紘志 – Drums（M1, M5, M6, M9, M11）
- 比田井修 – Drums（M2, M3, M7, M10, M12）
- 神谷洵平 – Drums（M8）
- 吉田宇宙ストリングス – Strings（M2, M7, M11）
- 湯本淳希 – Trumpet（M3, M11）
- 黒川和希 – Sax（M11）
- 川島稔弘 – Trombone（M11）

レコーディング・スタッフ
- 村上宣之 – Recording, Mixing
- 福井匠 – Assistant Engineer
- 川島尚己 – Assistant Engineer
- 瀧野悠仁 – Assistant Engineer
- 後藤哲 – Assistant Engineer
- 藤田成哉 – Assistant Engineer
- 日浦佑弥 – Assistant Engineer
- 渡邊啓太 – Assistant Engineer
- 佐藤鈴佳 – Assistant Engineer
- 斉藤公平 – Assistant Engineer
- 阿部充泰 – Mastering

アートワーク
- 川本拓三 – Art Direction
- 石田有里恵 – Design
- pool – 3D Art Work
- 大口祐一郎 – Products Coordination

## チャート成績

### 週間チャート
| チャート (2023年)                  | 最高位 |
| ---------------------------------- | ------ |
| Japan Hot Albums (Billboard JAPAN) | 7      |
| 日本 (オリコン)                    | 8      |
| 日本 (オリコン合算アルバム)        | 9      |

### 月間チャート
| チャート (2023年) | 最高位 |
| ----------------- | ------ |
| 日本 (オリコン)   | 20     |

### 年間チャート
| チャート (2023年)                       | 順位 |
| --------------------------------------- | ---- |
| Japan Download Albums (Billboard JAPAN) | 66   |

## 発売日一覧
| 国/地域 | 発売日        | レーベル           | 規格                                    | 規格品番      | 備考           |
| ------- | ------------- | ------------------ | --------------------------------------- | ------------- | -------------- |
| 全国    | 2023年5月17日 | Epic Records Japan | 音楽配信                                | ESCL05826B00Z |                |
| 日本    | 2023年5月17日 | Epic Records Japan | CD+アルバム封入限定Tシャツ（サイズ:XL） | ESCL-5820/1   | 完全生産限定盤 |
| 日本    | 2023年5月17日 | Epic Records Japan | CD+Blu-ray                              | ESCL-5822/3   | 初回生産限定盤 |
| 日本    | 2023年5月17日 | Epic Records Japan | CD+DVD                                  | ESCL-5824/5   | 初回生産限定盤 |
| 日本    | 2023年5月17日 | Epic Records Japan | CD                                      | ESCL-5826     | 通常盤         |